# Zweden op de Olympische Winterspelen 1968

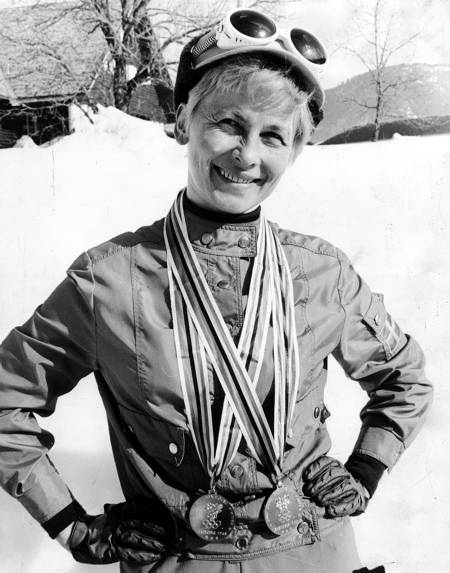
Toini Gustafsson in 1968.

Tijdens de Olympische Winterspelen van 1968, die in Grenoble (Frankrijk) werden gehouden, nam Zweden voor de tiende keer deel.

## Medailleoverzicht
| Sport      | Olympiër                                                         | Discipline             | Medaille |
| ---------- | ---------------------------------------------------------------- | ---------------------- | -------- |
| Langlaufen | Toini Gustafsson                                                 | 5 km (v)               | Goud     |
| Langlaufen | Toini Gustafsson                                                 | 10 km (v)              | Goud     |
| Schaatsen  | Johnny Höglin                                                    | 10.000 m (m)           | Goud     |
| Langlaufen | Jan Halvarsson Bjarne Andersson Gunnar Larsson Assar Rönnlund    | 4x10 km estafette (m)  | Zilver   |
| Langlaufen | Britt Strandberg Toini Gustafsson Barbro Martinsson              | 3x5 km estafette (v)   | Zilver   |
| Biatlon    | Lars-Göran Arwidson Tore Eriksson Olle Petrusson Holmfrid Olsson | 4x7,5 km estafette (m) | Brons    |
| Langlaufen | Gunnar Larsson                                                   | 15 km (m)              | Brons    |
| Schaatsen  | Örjan Sandler                                                    | 10.000 m (m)           | Brons    |

## Deelnemers en resultaten

### Alpineskiën
| Olympiër             | Discipline       | Resultaat | Prestatie             |
| -------------------- | ---------------- | --------- | --------------------- |
| Bengt-Erik Grahn     | reuzenslalom (m) | 39e       | 3.46,46 (+17,18)      |
| Bengt-Erik Grahn     | slalom (m)       | dq-2      | diskwalificatie run 2 |
| Rune Lindström       | afdaling (m)     | 29e       | 2.05,69 (+5,84)       |
| Rune Lindström       | reuzenslalom (m) | 16e       | 3.37,05 (+7,77)       |
| Rune Lindström       | slalom (m)       | 11e       | 1.41,99 (+2,26)       |
| Lars Olsson          | reuzenslalom (m) | dq-1      | diskwalificatie run 1 |
| Per-Olov Richardsson | afdaling (m)     | 43e       | 2.09,83 (+9,98)       |
| Per-Olov Richardsson | slalom (m)       | dq-2      | diskwalificatie run 2 |
| Olle Rolén           | reuzenslalom (m) | 20e       | 3.38,35 (+9,07)       |
| Olle Rolén           | slalom (m)       | dq-1      | diskwalificatie run 1 |
|                      |                  |           |                       |
| Ingrid Sundberg      | reuzenslalom (v) | 35e       | 2.08,54 (+16,57)      |
| Ingrid Sundberg      | slalom (v)       | 21e       | 1.39,56 (+13,70)      |

### Biatlon
| Olympiër                                                         | Discipline             | Resultaat | Prestatie                                                                           |
| ---------------------------------------------------------------- | ---------------------- | --------- | ----------------------------------------------------------------------------------- |
| Lars-Göran Arwidson                                              | 20 km (m)              | 17e       | 1:24.08,9 (+10.23,0) pen.: 6                                                        |
| Olle Petrusson                                                   | 20 km (m)              | 19e       | 1:24.31,2 (+10.45,3) pen.: 6                                                        |
| Holmfrid Olsson                                                  | 20 km (m)              | 20e       | 1:25.01,8 (+11.15,9) pen.: 6                                                        |
| Nore Westin                                                      | 20 km (m)              | 30e       | 1:28.09,4 (+14.23,5) pen.: 7                                                        |
| Lars-Göran Arwidson Tore Eriksson Olle Petrusson Holmfrid Olsson | 4x7,5 km estafette (m) | Brons     | 2:17.26,3 (+4.23,9) pen.: 0 (0 / 0 / 0 / 0) (34.13,3 / 35.03,8 / 35.00,0 / 33.09,2) |

### Bobsleeën
| Olympiër                                               | Discipline              | Resultaat | Prestatie        |
| ------------------------------------------------------ | ----------------------- | --------- | ---------------- |
| Rolf Höglund Börje Hedblom                             | 2-mansbob (m) Zweden I  | 14e       | 4.51,19 (+9,65)  |
| Carl-Erik Eriksson Eric Wennerberg                     | 2-mansbob (m) Zweden II | 18e       | 4.51,69 (+10,15) |
| Rolf Höglund Hans Hallén Sven Martinsson Börje Hedblom | 4-mansbob (m) Zweden I  | 16e       | 2.22,10 (+4,71)  |

### Kunstrijden
| Olympiër        | Discipline | Resultaat | Prestatie                |
| --------------- | ---------- | --------- | ------------------------ |
| Thomas Callerud | mannen     | 27e       | pc. 241,0; 1399,3 punten |

### Langlaufen
| Olympiër                                                      | Discipline            | Resultaat | Prestatie                                                   |
| ------------------------------------------------------------- | --------------------- | --------- | ----------------------------------------------------------- |
| Bjarne Andersson                                              | 15 km (m)             | 6e        | 48.41,1 (+46,9)                                             |
| Bruno Åvik                                                    | 30 km (m)             | 20e       | 1:39.38,1 (+3.58,9)                                         |
| Jan Halvarsson                                                | 15 km (m)             | 5e        | 48.39,1 (+44,9)                                             |
| Jan Halvarsson                                                | 30 km (m)             | 12e       | 1:38.23,2 (+2.44,0)                                         |
| Jan Halvarsson                                                | 50 km (m)             | 7e        | 2:30.05,9 (+1.20,1)                                         |
| Gunnar Larsson                                                | 15 km (m)             | Brons     | 48.33,7 (+39,5)                                             |
| Gunnar Larsson                                                | 30 km (m)             | 8e        | 1:37.48,1 (+2.08,9)                                         |
| Gunnar Larsson                                                | 50 km (m)             | 6e        | 2:29.37,2 (+51,4)                                           |
| Melcher Risberg                                               | 50 km (m)             | 5e        | 2:29.37,0 (+51,2)                                           |
| Assar Rönnlund                                                | 15 km (m)             | 11e       | 49.25,3 (+1.31,1)                                           |
| Assar Rönnlund                                                | 50 km (m)             | 10e       | 2:31.19,3 (+2.33,5)                                         |
| Ingvar Sandström                                              | 30 km (m)             | 21e       | 1:39.47,5 (+4.08,3)                                         |
| Jan Halvarsson Bjarne Andersson Gunnar Larsson Assar Rönnlund | 4x10 km estafette (m) | Zilver    | 2:10.13,2 (+1.39,7) (32.37,0 / 32.26,4 / 32.24,4 / 32.45,4) |
|                                                               |                       |           |                                                             |
| Toini Gustafsson                                              | 5 km (v)              | Goud      | 16.45,2                                                     |
| Toini Gustafsson                                              | 10 km (v)             | Goud      | 36.46,5                                                     |
| Barbro Martinsson                                             | 5 km (v)              | 4e        | 16.52,9 (+7,7)                                              |
| Barbro Martinsson                                             | 10 km (v)             | 4e        | 38.07,1 (+1.20,6)                                           |
| Britt Strandberg                                              | 5 km (v)              | 15e       | 17.25,8 (+40,6)                                             |
| Britt Strandberg                                              | 10 km (v)             | 15e       | 39.25,7 (+2.39,2)                                           |
| Barbro Tano                                                   | 5 km (v)              | 18e       | 17.35,8 (+50,6)                                             |
| Barbro Tano                                                   | 10 km (v)             | 10e       | 39.09,6 (+2.23,1)                                           |
| Britt Strandberg Toini Gustafsson Barbro Martinsson           | 3x5 km estafette (v)  | Zilver    | 57.51,0 (+21,0) (19.46,7 / 18.56,7 / 19.07,6)               |

### Rodelen
| Olympiër               | Discipline | Resultaat | Prestatie        |
| ---------------------- | ---------- | --------- | ---------------- |
| Jan Nilsson            | mannen     | 23e       | 2.57,91 (+5,43)  |
| Hans Sahlin            | mannen     | 25e       | 2.58,46 (+5,98)  |
| Ivar Bjare             | mannen     | 32e       | 3.02,80 (+10,32) |
| Per-Ulf Helander       | mannen     | 34e       | 3.03,12 (+10,64) |
| Berit Salomonsson      | vrouwen    | 13e       | 2.33,55 (+4,89)  |
| Ivar Bjare Jan Nilsson | dubbel     | 13e       | 1.41,56 (+5,71)  |

### Schaatsen
| Olympiër           | Discipline   | Resultaat | Prestatie       |
| ------------------ | ------------ | --------- | --------------- |
| Hasse Börjes       | 500 m (m)    | 15e       | 41,2 (+0,9)     |
| Göran Claeson      | 1500 m (m)   | 20e       | 2.08,6 (+5,2)   |
| Heike Hedlund      | 500 m (m)    | 15e       | 41,2 (+0,9)     |
| Johnny Höglin      | 1500 m (m)   | 5e        | 2.05,2 (+1,8)   |
| Johnny Höglin      | 5000 m (m)   | 5e        | 7.32,7 (+10,3)  |
| Johnny Höglin      | 10.000 m (m) | Goud      | 15.23,6         |
| Håkan Holmgren     | 500 m (m)    | 8e        | 40,8 (+0,5)     |
| Manne Lavås        | 500 m (m)    | 24e       | 41,8 (+1,5)     |
| Manne Lavås        | 1500 m (m)   | 16e       | 2.07,8 (+4,4)   |
| Jonny Nilsson      | 5000 m (m)   | 7e        | 7.32,9 (+10,5)  |
| Jonny Nilsson      | 10.000 m (m) | 6e        | 15.39,6 (+16,0) |
| Örjan Sandler      | 1500 m (m)   | 10e       | 2.07,0 (+3,6)   |
| Örjan Sandler      | 5000 m (m)   | 6e        | 7.32,8 (+10,4)  |
| Örjan Sandler      | 10.000 m (m) | Brons     | 15.31,8 (+8,2)  |
|                    |              |           |                 |
| Ylva Hedlund       | 500 m (v)    | 26e       | 49,9 (+3,8)     |
| Ylva Hedlund       | 1000 m (v)   | 19e       | 1.37,5 (+4,9)   |
| Ylva Hedlund       | 1500 m (v)   | 20e       | 2.31,5 (+9,1)   |
| Christina Karlsson | 1500 m (v)   | 18e       | 2.31,4 (+9,0)   |
| Christina Karlsson | 3000 m (v)   | 13e       | 5.17,2 (+21,0)  |
| Christina Lindblom | 500 m (v)    | 15e       | 47,7 (+1,6)     |
| Christina Lindblom | 1000 m (v)   | 15e       | 1.36,9 (+4,3)   |
| Christina Lindblom | 1500 m (v)   | 9e        | 2.27,5 (+5,1)   |
| Christina Lindblom | 3000 m (v)   | 7e        | 5.09,8 (+13,6)  |

### Schansspringen
| Olympiër      | Discipline         | Resultaat | Prestatie                 |
| ------------- | ------------------ | --------- | ------------------------- |
| Kurt Elimä    | normale schans (m) | 37e       | 185,9 punten (71,0+69,5m) |
| Kurt Elimä    | grote schans (m)   | 37e       | 174,0 punten (87,5+85,5m) |
| Tord Karlsson | normale schans (m) | 43e       | 175,8 punten (64,5+69,5m) |
| Tord Karlsson | grote schans (m)   | 32e       | 179,2 punten (91,0+87,5m) |
| Ulf Norberg   | normale schans (m) | 48e       | 167,0 punten (65,5+66,0m) |
| Mats Östman   | normale schans (m) | 49e       | 165,5 punten (67,5+64,0m) |
| Mats Östman   | grote schans (m)   | 52e       | 148,8 punten (83,0+79,5m) |
| Kjell Sjöberg | grote schans (m)   | 53e       | 145,2 punten (85,5+73,0m) |

### IJshockey
| Olympiër | Discipline | Resultaat | Prestatie |
| --- | ---------- | --------- | --- |
| Leif Holmqvist Hans Dahllöf Lars-Eric Sjöberg Arne Carlsson Lennart Svedberg Roland Stoltz Nils Johansson Björn Palmqvist Folke Bengtsson Carl-Göran Öberg Håkan Wickberg Tord Lundström Henric Hedlund Svante Granholm Roger Olsson Leif Henriksson Lars-Göran Nilsson Bert-Ola Nordlander | mannen     | 4e        | A-groep (1e-8e plaats): 4- 3 Zweden - Verenigde Staten 5- 4 Zweden - Bondsrepubliek Duitsland 5- 2 Zweden - DDR 5- 1 Zweden - Finland 2- 3 Zweden - Sovjet-Unie 0- 3 Zweden - Canada 2- 2 Zweden - Tsjecho-Slowakije |

Argentinië · Australië · Bondsrepubliek Duitsland · Bulgarije · Canada · Chili · Denemarken · Duitse Democratische Republiek · Finland · Frankrijk · Griekenland · Groot-Brittannië · Hongarije · IJsland · India · Iran · Italië · Japan · Joegoslavië · Libanon · Liechtenstein · Marokko · Mongolië · Nederland · Nieuw-Zeeland · Noorwegen · Oostenrijk · Polen · Roemenië · Sovjet-Unie · Spanje · Tsjecho-Slowakije · Turkije · Verenigde Staten · Zuid-Korea · Zweden · Zwitserland